# Vzdálené terminálové jednotky
Vzdálené terminálové jednotky (RTU) jsou mikroprocesorem řízená elektronická zařízení, která spojují objekty fyzického světa se systémy ICS nebo SCADA posíláním telemetrických dat své řídící jednotce. Jednotky mohou být též nazývány vzdálenými telemetrickými jednotkami, protože se používají především na přenos telemetrických dat.

## Architektura
Jednotka RTU sleduje analogové a digitální veličiny a přenáší data do hlavní stanice SCADA systému, tzv. SCADA Master Station. Za použití konfiguračního programu je nezbytné nastavit datové vstupy a výstupy, nastavit komunikační protokoly a vyřešit problémy spojené s nasazením takových systémů pro zavedení systému.
Jednotka RTU může obsahovat pouze jednu kartu s obvodem nebo také i více takových karet a to i včetně procesorové jednotky CPU. Také může mít různý počet vstupně-výstupních karet pro analogový vstup (AI, z anglické zkratky Analog Input), digitální vstup (DI, z anglické zkratky Digital Input), analogový výstup (AO, z ang. zkratky Analog Output) či digitální výstup (DO, Digital Output).
Též se může jednat i o malou řídící jednotku. Většina moderních jednotek RTU podporuje standardy pro programovatelné logické automaty (PLC). Většina těchto jednotek je provozována za nepříznivých podmínek a tedy je nezbytné implementovat i režim úspory elektrické energie, stejně jako napřílad využití solární energie, pokud je to možné. Samotná implementace záleží na cílovém nasazení jednotky.

### Napájení
Forma napájení může být různá od napájení střídavým proudem (AC) za použití AC/DC převodníků a zálohované bateriovým napájením v případě výpadku elektrického proudu po solární napájení. Zde záleží na energetické náročnosti daného systému.

### Digitální vstupy
Mnoho RTU jednotek obsahuje karty pro digitální vstupní data. Jedná se o dvoustavovou veličinu nabývajících pouze hodnot 0 či 1, tedy typ boolean známý v programovacích jazyků. Digitálních vstupů se využívá pro detekci aktivity zařízení, například při připojení relé na digitální vstup udává hodnota stav relé (0 - relé rozpojeno, 1 - relé sepnuto).

### Analogové vstupy
Jednotka RTU může monitorovat analogové vstupy, tedy různé analogové veličiny. Mnoho RTU jednotek dokáže nashromáždit větší počty dat tak, aby dokázala poskytnout reálná data o analogových vstupech a někdy také i provést interpretaci těchto dat.

### Digitální výstupy
Jednotka RTU může pomocí digitálních výstupů ovládat připojenou elektroniku pomocí posílání signálů, zda se má dané relé sepnout či rozpojit tím, že deska digitálního výstupu začne posílat napětí do cívky relé či naopak toto napětí posílat přestane.

### Analogové výstupy
Vyjma výstupů digitálních může RTU jednotka posílat analogová data pro ovládání připojených zařízení, pokud je tak požadováno.

### Řídící software
Většina moderních RTU je schopná autonomně provádět příkazy bez zásahu z hostitelského počítače daného SCADA systému. Toto usnadňuje nasazení i zvyšuje bezpečnost takového systému.
Vzhledem k autonomnímu chování těchto zařízení je při manipulaci se zařízeními tato zařízení vypnout a odpojit, jinak může dojít k újmě na zdraví.